# Stephan Ziemczak
Stephan Ziemczak, né le 14 août 1936 à Avion et mort le 11 mars 2001 à Nice, était un footballeur français.

## Biographie
Stephan Ziemczak dispute au total 327 matchs en Division 1 et 42 matchs en Division 2.

## Carrière
- USA Liévin
- 1954-1959 :  RC Lens
- 1959-1963 :  Stade rennais[1],[2]
- 1963- oct. 1965 :  SCO Angers
- oct. 1965-1968 :  AS Cannes
- 1969-1970 :  FC Antibes

## Palmarès
- Vice-champion de France en 1956 et 1957 avec le Racing Club de Lens[3]
- Finaliste de la Coupe Charles Drago en 1957 avec le Racing Club de Lens
- International B : 1 sélection[4]